# SV Juventus
Pour les articles homonymes, voir Juventus (homonymie).
Maillots
Le Sport Vereniging Juventus, plus communément appelée la Juventus, est un club de football bonairien basé dans la ville de Kralendijk dans l'île de Bonaire. Il est historiquement le club le plus titré de Bonaire.

## Palmarès
- Championnat de Bonaire (14) :
  - Champion : 1976, 1976-1977, 1984, 1985, 1987, 1989, 1992, 1994, 2005, 2008, 2009, 2010, 2012 et 2013
  - Vice-champion : 1979, 1988, 1995, 2003 et 2006.

- Championnat des Antilles néerlandaises :
  - Vice-champion : 1985, 1989, 1992, 2001 et 2008